# Alice Keppel
Pour les articles homonymes, voir Keppel.
Alice Frederica Keppel, née Alice Frederica Edmonstone, le 29 avril 1868 à Strathblane (Écosse, Royaume-Uni) et morte le 11 septembre 1947 près de Florence (Toscane, Italie), est une aristocrate anglaise.
Elle est connue pour être la maîtresse d'Edward VII et l'arrière-grand-mère de Camilla Parker Bowles.

## Biographie

### Jeunesse
Elle naît Alice Frederica Edmonstone, fille de sir William Edmonstone, 4e baronnet Edmonstone, amiral à la retraite de la Royal Navy, et de Mary Elizabeth Edmonstone, née Parsons, à Woolwich Dockyard. Elle grandit à Dunthreat Castle, en Écosse.
Son grand-père est gouverneur des îles Ioniennes. Elle a un frère et sept sœurs aînés.

### Mariage
Le 1er juin 1891, elle épouse George Keppel (1865–1947), fils de William Keppel, 7e comte d'Albemarle.

### Liaisons

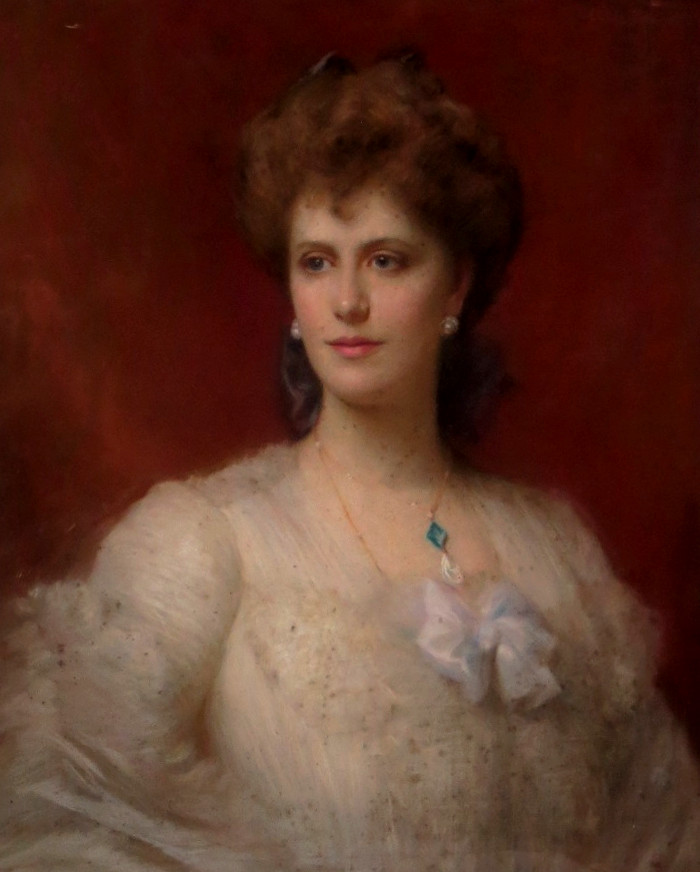
Alice Keppel dans les années 1890.

En 1898, elle rencontre le prince de Galles, futur Édouard VII, alors âgé de 56 ans et de vingt-sept ans son ainé. Elle devient une de ses maîtresses.
Le mari d'Alice ne s'opposant pas à cette relation, Édouard VII rend régulièrement visite à Alice. Le couple bénéficie des faveurs du roi, par l'octroi d'actions dans des fabriques de caoutchouc, de dotations, et de promotions dans l'armée pour George Keppel, sous le commandement de Sir Thomas Lipton.
D'après Christopher Wilson, qui a publié d'importants travaux sur l'arrière-petite-fille d'Alice Keppel, Camilla Parker Bowles : « Alice Keppel a été d'une aide extraordinaire pour Édouard VII, plus que son épouse la reine Alexandra n'aurait pu le faire ».
Selon leur entourage, Alice est la seule à le comprendre et à l’apaiser.

### Après la mort d'Édouard VII
À la mort d'Edward VII en 1910, la reine veuve n'intègre pas Alice Keppel et sa famille à la cour. Alice se retire à Ceylan pendant deux ans.
Par la suite, après avoir entendu qu'Édouard VIII était sur le point de renoncer au trône pour épouser Wallis Simpson, Alice Keppel fait remarquer que « les choses étaient bien mieux faites à mon époque » (« Things were done much better in my day »).

## Postérité

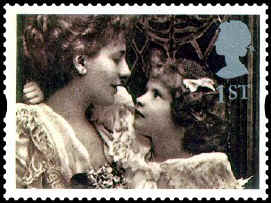
Alice Keppler avec sa fille Violet.

En 1995 la poste britannique sort un timbre-poste représentant Alice Keppel accompagnée de sa fille Violet, alors enfant.

## Source et références
- (en) Cet article est partiellement ou en totalité issu de l’article de Wikipédia en anglais intitulé « Alice Keppel » (voir la liste des auteurs).

1. 1 2 3 4  (en-US) « Who is Alice Keppel? Camilla's Ancestor was Mistress to King Edward VII », sur Town & Country, 24 novembre 2020 (consulté le 7 janvier 2024)
2. ↑  « Lieut.-Col. John Whitehill Parsons, British Resident at Zakyntos, Greece : Genealogics », sur www.genealogics.org (consulté le 16 mars 2024)
3. ↑  Souhami 1996, p. 17.
4. ↑  « Alice Keppel, arrière-grand-mère de la reine Camilla et maîtresse du roi Edward VII », sur parismatch.com, 13 octobre 2022 (consulté le 4 mai 2025)
5. ↑  (en-GB) « Camilla's inherited role as royal mistress », news.bbc.co.uk,‎ 11 juillet 2003 (lire en ligne, consulté le 4 mai 2025)
6. ↑  Pierrick Geais, « Récit : Édouard VII, la reine Alexandra et Alice Keppel, le triangle amoureux qui bouscula la bonne société britannique », sur Vanity Fair, 23 mars 2021 (consulté le 4 mai 2025)
7. ↑  Régine, « Portrait : Alice Keppel – Noblesse & Royautés », 25 avril 2017 (consulté le 4 mai 2025)
8. ↑  Souhami 1996.
9. ↑  (en) « 1st - Alice Keppel with her Daughter (Alice Hughes), 1995 - Great Britain - Stamp - 15955 », sur www.allnumis.com (consulté le 4 mai 2025)